# MIVEGEC
Le pôle de recherches MIVEGEC sur les maladies infectieuses et vecteurs : écologie, génétique, évolution et contrôle, créé en 2011, est une unité mixte de recherche dépendante de 3 tutelles, l'IRD, le CNRS et l'Université de Montpellier. Il regroupe environ 120 personnes sur 3 sites à Montpellier, structurés en 5 équipes avec des thématiques de recherche larges qui recouvrent l’écologie, l’évolution des maladies infectieuses, l’étude fine des vecteurs et des relations hôtes-pathogènes et le développement de stratégies de contrôle de la transmission. L'unité a de nombreuses ramifications dans des pays d'Amérique latine, d'Afrique ou d'Asie où ces maladies sont endémiques.

## Structuration
Fondé en 2011 « par un groupe de chercheurs séniors de réputation internationale, et soutenue par de jeunes chercheurs dont certains ont déjà acquis une réputation de haut niveau et une reconnaissance indéniable, par exemple en tant qu'experts dans des organismes nationaux et internationaux », le MIVEGEC est un pôle international de recherches sur les maladies infectieuses et les vecteurs. Il est réputé sur « l’évolution de maladies de type viral (Zika, Dengue, Chikungunya, Ebola…) et parasitaire », et vise à « comprendre, via des recherches intégratives et transdisciplinaires, les mécanismes de maintenance, d’amplification et de transmission d’agents pathogènes, leurs déterminants génétiques et non génétiques, afin de pouvoir mieux appréhender l’évolution de ces systèmes infectieux et contribuer à en améliorer le contrôle ».
Dirigé par Didier Fontenille (2013-2014) puis Frédéric Simard (2015-2025), le MIVEGEC est structuré en 5 départements : 
- « Processus écologiques et évolutifs au sein des communautés » (PEEC), animée par Karen McCoy et Olivier Duron
- « Pathogènes, environnement, santé humaine » (EPATH), animée par Anne-Laure Bañuls et Yvon Sterkers
- « Évolution des systèmes vectoriels » (ESV), animée par Isabelle Morlais et Christophe Paupy
- « Perturbations, évolution, virulence » (PEV), animée par Élodie Chapuis et Ignacio Bravo
- « Biologie des infections virales : Émergence, diffusion, impact, contrôle, élimination » (EDIFICE), animée par Dorothée Missé et Pierre Becquart

En plus de ses trois sites principaux à Montpellier, le MIVEGEC a des bureaux répartis dans le monde entier : Bolivie, Brésil, Burkina Faso, Cambodge, Cameroun, Côte d’Ivoire, Gabon, Guyane, La Réunion, Madagascar, Mexique, Polynésie, Sénégal, Thaïlande, Vietnam, Zimbabwé…

## Partenariats
Le MIVEGEC héberge et contribue à l'insectarium sécurisé « Vectopôle » (site IRD DR Occitanie, Lavalette), au Centre national de référence (CNR) des leishmanioses (site CHU Montpellier), ainsi qu'à un plateau bioinformatique (site IRD DR Occitanie, Lavalette). Il met en ligne ses outils : une collection entomologique de près de 400 000 spécimens ; des “identiciels”, logiciels d'identification de parasites ; des outils morphométriques.
Le MIVEGEC est associé à de nombreuses autres structures comme le Centre méditerranéen de l’environnement et de la biodiversité (CeMEB), l'Alliance française contre les maladies parasitaires (Parafrap), ou le Centre d’étude de la biodiversité amazonienne (Ceba). L’unité travaille avec des centres de référence nationaux et un réseau de plateformes scientifiques : Collectif TIS, Crees, CREEC, Réseau Bactériophage France, etc. Il est l'un des centres collaborateurs de l'OMS pour l’évaluation des pesticides en santé publique.
Enfin, il participe à de nombreux projets scientifiques avec différentes structures internationales (CANECEV, ELDORADO, DRISA, GRAVIR, IMPALA, LAMIVECT, SENTINELA, STIMULI…)

## Communication
Le rayonnement et l’attractivité du MIVEGEC est « majeur au niveau national et international ». Ceci se traduit par un grand nombre de conférences invitées, éditeur en chef du journal Infection, Genetics and Evolution et éditeur associé du Journal of Evolutionary Medicine (depuis 2011), membres de comité éditorial d’un certain nombre de revues (ISRN Ecology depuis 2010, Ecological Parasitology and Immunology depuis 2011 et Evolutionary Applications depuis 2011, de très nombreuses collaborations internationales, deux médailles d’argent du CNRS, présidence du colloque “European Society for Vector Ecology”. Au niveau national, le MIVEGEC contribue largement à la structuration des recherches dans leurs domaines : création et co-direction du Centre de recherches écologiques et évolutives sur le cancer, chargé de mission INEE du CNRS, membres de comités d’évaluation ANR (blanc, jeune chercheur, international et retour de post-doc) et effectue chaque année un grand nombre d’expertises.
Selon l'Hcéres, « l’unité a une excellente production en termes d’articles scientifiques, y compris dans des journaux du premier quartile ou les meilleurs dans leur spécialité » : plus de 2 700 articles ont été publiés par le MIVEGEC depuis 2011, avec des revues privilégiées, comme Parasites & Vectors ; Scientific Reports ; Malaria Journal ; Infection, Genetics and Evolution ; PLOS Neglected Tropical Diseases ; PLoS ONE ; Evolutionary Applications ; Viruses ; Molecular Ecology…
Le MIVEGEC est également cité dans des publications pour le grand public, régionaux et nationaux,,, et anime sa propre chaîne Youtube.